# Hanspeter Heinz
Hanspeter Heinz (* 18. November 1939 in Bonn) ist ein römisch-katholischer Pastoraltheologe und emeritierter Hochschullehrer.

## Leben
Hanspeter Heinz wurde als ältester Sohn des Unternehmers Peter Heinz geboren. Er besuchte das Aloisiuskolleg in Bad Godesberg, anschließend studierte er von 1959 bis 1966 an der Päpstlichen Universität Gregoriana in Rom Philosophie und Theologie. Mit einer Arbeit über die Christologie des Theologen Hans Urs von Balthasar wurde er an der Rheinischen Friedrich-Wilhelms-Universität Bonn im Fach Dogmatik promoviert. 1965 erhielt er die Priesterweihe in Rom. Von 1970 bis 1980 war Heinz beim Zentralkomitee der deutschen Katholiken (ZdK) beschäftigt, ab 1974 als Nachfolger von Klaus Hemmerle. 1982 habilitierte er sich mit der Schrift Die Trinität nach Bonaventura.
Hanspeter Heinz wurde 1983 auf den Lehrstuhl für Pastoraltheologie an der Katholisch-Theologischen Fakultät der Universität Augsburg berufen (Nachfolger von Karl Forster). Von 2000 an war Heinz Prorektor der Universität Augsburg. Er ist Mitglied der Vollversammlung des ZdK (seit 1974 Leiter des Gesprächskreises Juden und Christen) sowie im Senat der Universität Augsburg. Heinz war Mitbegründer der katholischen Schwangerschaftsberatung donum vitae.
Heinz erhielt am 8. März 2015 die Buber-Rosenzweig-Medaille.
Heinz schrieb zahlreiche Artikel in Büchern und Zeitschriften zu verschiedenen Themen wie
- Dialog in der Kirche,
- ökumenischer und christlich-jüdischer Dialog,
- kirchliche Strukturfragen,
- Homosexualität,
- neue kirchliche Gemeinschaften oder
- Klonen von Menschen.[6]

## Werke (Auswahl)
- „Was uns trennt, ist die Geschichte“, Ernst Ludwig Ehrlich – Vermittler zwischen Juden und Christen, München 2008, 256 S. (gemeinschaftlich mit Hans Hermann Henrix)[7]
- Pfarrei ohne Seelsorger – Seelsorge ohne Pfarreien. Alternativen zur Pfarrstruktur gemäß c. 516 §2 CIC, in: Alois Schifferle (Hg.): Pfarrei in der Postmoderne? Gemeindebildung in nachchristlicher Zeit. ISBN 3-451-26242-8
- Erklärungsbedürftige Erklärung. Zur römischen Instruktion über die Priesterweihe Homosexueller, in: Herder Korrespondenz 60 (2006) S. 21–25.
- „Löscht den Geist nicht aus“, Synodale Prozesse in deutschen Diözesen, Freiburg/Basel/Wien 2005, 277 S. (gemeinschaftlich mit Sabine Demel und Christian Pöpperl) ISBN 3-451-28517-7
- Gut beraten? Synodale Prozesse in deutschen Diözesen, in: Herder Korrespondenz 58 (2004) S. 302–306.
- Für eine dialogische Kirche. Leitmotive und Zwischentöne, 1996
- Trinitarische Begegnungen bei Bonaventura. Fruchtbarkeit einer appropriativen Trinitätstheologie, 1985
- Der Gott des Je-mehr. Der christologische Ansatz Hans Urs von Balthasars, 1975